# Список верховних королів Ірландії
Верховний король (англ. High king) — монарший титул в Ірландії. Середньовічна історична ірландська традиція базувалась на ідеї того, що починаючи з давніх часів, Ірландією управляв Верховний король Ірландії (ірл. Ard Rí). Такі твори, як «Книга захоплень» (Lebor Gabála Érenn), а також «Аннали Чотирьох майстрів» (Annals of the Four Masters) та «Історія Ірландії» (Foras Feasa ar Éirinn) Джеффрі Кітінга простежували лінію Верховних королів з найдавніших часів.
У давньоірландських законах немає прямих даних про такий титул, і деякі вчені тепер вважають, що це псевдоісторична конструкція, створена у восьмому столітті нашої ери, проєкція у віддалене минуле політичної одиниці, яка не існувала насправді до епохи Маела Сехнайлла мак Маеле Руанайда (ірл. — Máel Sechnaill mac Máele Ruanaid) у IX столітті. Проте, титул верховного короля Ірландії згадується у давньоірландських сагах — скелах та легендах, що явно довгий час передавались усно з покоління в покоління перш ніж були записані в ранньому середньовіччі. Крім того Маел Сехнайлл мак Маеле Руанайд носив титул «король всіх ірландців», а не "верховний король — Ard Rí.
Таким чином, традиційний список Верховних королів Ірландії — суміш факту, легенди, белетристики, й пропаганди. Правителів, що згадуються до V століття нашої ери, взагалі вважають легендарними, а титул як такий раніше IX століття прийнято вважати анахронізмом. Це так званий «гіперкритичний» метод оцінки ірландської літературно-фольклорної спадщини яка довгий час існувала виключно в усній формі і передавалася століттями з уст в уста, і тільки в ранньому середньовіччі була записана монахами ірландських монастирів. Проте всі, навіть найбільші скептики, погоджуються, що легенди, міфи та історичні перекази не виникають на порожньому місці. Якісь історичні події були покладені в основу цих легенд. І частина цих подій мала місце в реальності, і частина персонажів цих історичних переказів були цілком реальними історичними особами. Крім того, археологи XX століття знайшли підтвердження існування Тари і багатьох інших городищ, що описані в ірландських легендах, міфах і переказах. Поступово «гіперкритичний» підхід до ірландської спадщини змінюється методом наукового аналізу надзвичайно багатої міфологічної спадщини Ірландії.
Частину королів зі списку нині всі спеціалісти вважають безумовно історичними фігурами. Проблема полягає в тому як відділити реальні історичні постаті, реальні історичні фігури від міфологічних та легендарних нашарувань. Нині ця межа є умовною.
Так чи інакше, але лишається безперечним фактом те, що ірландці та їх предки з давніх часів жили кланами, які безперервно ворогували, клани очолювали вожді, клани об'єднувалися в племена — туат (туах), племена об'єднувалися в групи на певній території, ці групи пізніше стали називатися королівствами. І вожді цих племінних об'єднань називалися так само як пізніше називалися королі — «рі».

## Королі у поданні «Марення Конна» (Baile Chuind)
«Марення Конна» (точніше, «Безумство Конна», Baile Chuind), також «Безумство привида» — давньоірландська сага, що збереглась у рукописах XIV—XVI століть, та, ймовірно, складена у VII столітті. Інший, пізній варіант відомий під назвою «Безумство привида» (Baile an Scáil). У вигляді пророкування, сказаного божеством Лугом перед королем Конном Ста битв, подано список ірландських королів від самого Конна (за легендою — II ст. н. е.) до початку VIII століття.
| Ім’я                                         | Оригінальне написання           | Ймовірна ідентифікація                                         | Оригінальне написання                                | Примітки                                                                                           |
| -------------------------------------------- | ------------------------------- | -------------------------------------------------------------- | ---------------------------------------------------- | -------------------------------------------------------------------------------------------------- |
| Конд Кетхатах                                | Cond Cétchathach                | Конн Кетхатах (Конн Сто Битв)                                  | Conn Cétchathach                                     | |
| Арт                                          | Art                             | Арт, син Конна (Арт Оенфер)                                    | Art mac Cuinn                                        | |
| Мак Кон                                      | Mac Con moccu Lugde Loígde      | Лугайд мак Кон                                                 | Lugaid mac Con                                       | |
| Корбмак                                      | Corbmac                         | Кормак мак Арт                                                 | Cormac mac Airt                                      | |
| Корпре                                       | Corpre                          | Каїрбре Ліфехайр                                               | Cairbre Lifechair                                    | |
| Фекрі                                        | Fiechri                         |                                                                |                                                      | |
| Дайре Широколиций                            | Dáire Drechlethan               |                                                                |                                                      | |
| Фехо                                         | Fécho                           | Фіаху Сраїбтіне                                                | Fíacha Sroiptine                                     | |
| Муїредах Тірех                               | Muiredach Tirech                | Муїредах Тірех                                                 | Muiredach Tírech                                     | |
| Крімтанн                                     | Crimthand                       | Крімтанн мак Фідайг                                            | Crimthann mac Fidaig                                 | |
| Ніалл                                        | Níell                           | Ніл Дев'яти Заручників                                         | Niall Noígíallach                                    | |
| Лоегайре                                     | Loígaire                        | Лоегайре мак Нілл                                              | Lóegaire mac Néill                                   | |
| Корпрі                                       | Corpri                          | Коїрпре мак Нейлл                                              | Coirpre mac Néill                                    | Пом. бл. 463. В інших джерелах не вважається Верховним королем Ірландії.                           |
| Айліль                                       | Ailill                          | Айліль Молт                                                    | Ailill Molt                                          | пом. бл. 482                                                                                       |
| Лугайд                                       | Lugid                           | Лугайд мак Лоегайре                                            | Lugaid mac Lóegairi                                  | пом. бл. 507                                                                                       |
| Мак Еркені                                   | Mac Ercéni                      | Муйрхертах мак Ерке                                            | Muirchertach mac Ercae                               | пом. бл. 536                                                                                       |
| Оенгарб                                      | Óengarb                         | Туатал Маелгарб                                                | Túathal Máelgarb                                     | пом. (вбито) 544                                                                                   |
| Аед                                          | Aíd                             | Імовірно Аед, син Айнміре                                      | Áed mac Ainmuirech                                   | пом. бл. 598, очевидно, згаданий не на своєму місці                                                |
| Аед Оллань                                   | Aíd Olláin                      | Імовірно Аед Варіднах (Аед Алан мак Домнал)                    | Áed Uaridnach (Áed Allán mac Domnaill)               | пом. 612, очевидно, згаданий не на своєму місці                                                    |
| Діармайд                                     | Diermait                        | Діармайт мак Кербайлл                                          | Diarmait mac Cerbaill                                | пом. бл. 565                                                                                       |
| Феахна                                       | Feáchno                         | Феахна мак Баетайн або Фіахна мак Ферадайг батько Свібне Заїки | Fiachnae mac Báetáin                                 | Фіахна, син Баедана, пом. бл. 626                                                                  |
| Свібне                                       | Suibne                          | Свібне Заїка (Свібне Менн)                                     | Suibne Menn                                          | пом. бл. 628                                                                                       |
| Домналл                                      | Domnall                         | Домналл мак Аеда                                               | Domnall mac Áedo                                     | пом. бл. 642                                                                                       |
| «Блатмак, Діармайд, онук іншого [Діармайда]» | Bláthmac, Diarmaid, auae alaili | Діармайт і Блатмак сини Аеда Слане                             | Blathmac mac Áedo Sláine та Diarmait mac Áedo Sláine | Обидва померли бл. 665 від так званої «Жовтої чуми».                                               |
| Шнехта Фіна                                  | Snechta Fína                    | Фіннахта (Фінснехта) Фледах                                    | Fínsnechta Fledach                                   | пом. бл. 695; список складено за його царювання, за Фінснехтою згадуються чотири придуманих короля |

## Зведені списки

### Найдавніші правителі Ірландії
| Ім’я     | Оригінальне написання | Дата «від створення світу» | Дата від потопу | До н. е.           |
| -------- | --------------------- | -------------------------- | --------------- | ------------------ |
| Кесайр   | Cessair               | 2242                       | 0               | 2952 до н. е.      |
| Партолон | Partholón             | 2520—2550                  | 278—308         | 2674—2644 до н. е. |
| Немед    | Nemed                 | 2850—2859                  | 608-617         | 2344-2335 до н. е. |

«Книга захоплень Ірландії» (Lebor Gabála Érenn), що датується 11-12 століттями, перелічує Верховних королів з далекої давнини до часу завоювання Ірландії Генріхом II у 1171 році.
- LGE: синхронізовані дати від Lebor Gabála Érenn
- FFE: хронологія, що базується на тривалості правління у Джеффрі Кітінга («Foras Feasa ar Éirinn»)
- AFM: хронологія, відповідно до Annals of the Four Masters.

### Верховні королі Фір Болг
| Ім'я                   | Оригінальне написання | LGE | FFE                | AFM                |
| ---------------------- | --------------------- | --- | ------------------ | ------------------ |
| Слайне мак Дела        | Sláine mac Dela       |     | 1514—1513 до н. е. | 1934—1933 до н. е. |
| Рудрайге мак Дела      | Rudraige mac Dela     |     | 1513—1511 до н. е. | 1933—1931 до н. е. |
| Ганн мак Дела і Генанн | Gann mac Dela, Genann |     | 1511—1507 до н. е. | 1931—1927 до н. е. |
| Сенганн мак Дела       | Sengann mac Dela      |     | 1507—1502 до н. е. | 1927—1922 до н. е. |
| Фіаха Кеннфіннан       | Fiacha Cennfinnán     |     | 1502—1497 до н. е. | 1922—1917 до н. е. |
| Ріннал мак Генанн      | Rinnal                |     | 1497—1491 до н. е. | 1917—1911 до н. е. |
| Фодбген мак Сенганн    | Fodbgen               |     | 1491—1487 до н. е. | 1911—1907 до н. е. |
| Еохайд мак Ейрк        | Eochaid mac Eirc      |     | 1487—1477 до н. е. | 1907—1897 до н. е. |

### Верховні королі Племен богині Дану
| Ім'я                            | Оригінальне написання            | LGE | FFE                | AFM                |
| ------------------------------- | -------------------------------- | --- | ------------------ | ------------------ |
| Брес мак Елата                  | Bres                             |     | 1477—1470 до н. е. | 1897—1890 до н. е. |
| Нуада Срібна Рука мак Еохайд    | Nuada                            |     | 1470—1447 до н. е. | 1890—1870 до н. е. |
| Луг Довгорукий                  | Lugh                             |     | 1447—1407 до н. е. | 1870—1830 до н. е. |
| Дагда (Еохайд Оллахайр)         | Dagda (Eochaid Ollathair)        |     | 1407—1337 до н. е. | 1830—1750 до н. е. |
| Делбаех мак Огма                | Delbáeth                         |     | 1337—1327 до н. е. | 1750—1740 до н. е. |
| Фіаха мак Делбайх               | Fiacha mac Delbaíth              |     | 1327—1317 до н. е. | 1740—1730 до н. е. |
| Мак Квілл, Мак Кехт, Мак Грейне | Mac Cuill, Mac Cecht, Mac Gréine |     | 1317—1287 до н. е. | 1730—1700 до н. е. |

### Верховні королі Синів Міля
| Ім'я                                  | Оригінальне написання                   | LGE                    | FFE                 | AFM                |
| ------------------------------------- | --------------------------------------- | ---------------------- | ------------------- | ------------------ |
| Ебер Фінн та Ерімон                   | Eber Finn, Érimón                       |                        | 1287—1286 до н. е.  | 1700 до н. е.      |
| Ерімон (одноосібно)                   | Érimón                                  |                        | 1286—1272 до н. е.  | 1700—1684 до н. е. |
| Муїмне, Луїгне та Лаїгне сини Ерімона | Muimne, Luigne, Laigne                  |                        | 1272—1269 до н. е.  | 1684—1681 до н. е. |
| Ер, Орба, Ферон, Фергна сини Ебера    | Ér, Orba, Ferón, Fergna                 |                        | 1269 до н. е.       | 1681 до н. е.      |
| Іріел Провидець мак Ерімон            | Íriel Fáid                              |                        | 1269—1259 до н. е.  | 1681—1671 до н. е. |
| Ехріел мак Іріел Файд                 | Ethriel                                 |                        | 1259—1239 до н. е.  | 1671—1651 до н. е. |
| Конмаел мак Ебер                      | Conmáel                                 |                        | 1239—1209 до н. е.  | 1651—1621 до н. е. |
| Тігернмас мак Фоллах                  | Tigernmas                               |                        | 1209—1159 до н. е.  | 1621—1544 до н. е. |
| межицарство                           |                                         |                        |                     | 1544—1537 до н. е. |
| Еохайд Вдягнутий                      | Eochaid Étgudach                        |                        | 1159—1155 до н. е.  | 1537-1533 до н. е. |
| Кермна Фінн мак Ебрік та Собайрке     | Cermna Finn та Sobairce                 |                        | 1155—1115 до н. е.  | 1533—1493 до н. е. |
| Еохайд Сіра Сокира                    | Eochaid Faebar Glas                     |                        | 1115—1095 до н. е.  | 1493—1473 до н. е. |
| Фіаху Лабрайнне                       | Fíachu Labrainne                        |                        | 1095—1071 до н. е.  | 1473—1449 до н. е. |
| Еоху Муму                             | Eochu Mumu                              |                        | 1071—1050 до н. е.  | 1449—1428 до н. е. |
| Енгус Олмукайд                        | Óengus Olmucaid                         |                        | 1050—1032 до н. е.  | 1428—1410 до н. е. |
| Енна Айргдех                          | Énna Airgdech                           |                        | 1032—1005 до н. е.  | 1410—1383 до н. е. |
| Рохехтайд мак Майн                    | Rothechtaid mac Main                    |                        | 1005—980 до н. е.   | 1383—1358 до н. е. |
| Сетна Айрт                            | Sétna Airt                              |                        | 980—975 до н. е.    | 1358—1353 до н. е. |
| Фіаху Фінскохах                       | Fíachu Fínscothach                      |                        | 975—955 до н. е.    | 1353—1333 до н. е. |
| Муйнемон мак Кас                      | Muinemón                                |                        | 955—950 до н. е.    | 1333—1328 до н. е. |
| Файлдергдойт                          | Faildergdóit                            |                        | 950—943 до н. е.    | 1328—1318 до н. е. |
| Оллом Фотла                           | Ollom Fotla                             |                        | 943—913 до н. е.    | 1318—1278 до н. е. |
| Фіннахта Білосніжний                  | Fínnachta                               |                        | 913—895 до н. е.    | 1278—1258 до н. е. |
| Сланолл                               | Slánoll                                 |                        | 895—880 до н. е.    | 1257—1241 до н. е. |
| Геде Оллгохах                         | Géde Ollgothach                         |                        | 880—863 до н. е.    | 1241—1231 до н. е. |
| Фіаху Фіндойлхес                      | Fíachu Findoilches                      |                        | 863—833 до н. е.    | 1231—1209 до н. е. |
| Бернгал                               | Berngal                                 | VII ст. до н. е.       | 833—831 до н. е.    | 1209—1197 до н. е. |
| Айліль мак Слануйл                    | Ailill mac Slánuill                     | VII ст. до н. е.       | 831—815 до н. е.    | 1197—1181 до н. е. |
| Сірна Саеглах                         | Sírna Sáeglach                          | VII ст. до н. е.       | 814—794 до н. е.    | 1181—1031 до н. е. |
| Рохехтайд Роха                        | Rothechtaid Rotha                       | VII ст. до н. е.       | 794—787 до н. е.    | 1031—1024 до н. е. |
| Елім Олфінехта                        | Elim Olfínechta                         | VII ст. до н. е.       | 787—786 до н. е.    | 1024—1023 до н. е. |
| Гіалхад                               | Gíallchad                               | VII ст. до н. е.       | 786—777 до н. е.    | 1023—1014 до н. е. |
| Арт Імлех                             | Art Imlech                              | VII—VI ст. до н. е.    | 777—755 до н. е.    | 1014—1002 до н. е. |
| Нуаду Фін Файл                        | Nuadu Finn Fáil                         | VII—VI ст. до н. е.    | 755—735 до н. е.    | 1002—962 до н. е.  |
| Брес Рі                               | Bres Rí                                 | VII—VI ст. до н. е.    | 735—726 до н. е.    | 962—953 до н. е.   |
| Еоху Апхах                            | Eochu Apthach                           | VI—V ст. до н. е.      | 726—725 до н. е.    | 953—952 до н. е.   |
| Фінн мак Блаха                        | Finn mac Blatha                         | VI—V ст. до н. е.      | 725—705 до н. е.    | 952—930 до н. е.   |
| Сетна Іннаррайд                       | Sétna Innarraid                         | V ст. до н. е.         | 705—685 до н. е.    | 930—910 до н. е.   |
| Сіомон Брекк                          | Siomón Brecc                            | V ст. до н. е.         | 685—679 до н. е.    | 910—904 до н. е.   |
| Дуї Фінн                              | Dui Finn                                | V ст. до н. е.         | 679—674 до н. е.    | 904—894 до н. е.   |
| Муйредах Болграх                      | Muiredach Bolgrach                      | V ст. до н. е.         | 674—670 до н. е.    | 894—893 до н. е.   |
| Енна Дерг                             | Énna Derg                               | V ст. до н. .          | 670—658 до н. е.    | 893—881 до н. е.   |
| Лугайд Йардонн                        | Lugaid Íardonn                          | V ст. до н. е.         | 658—649 до н. е.    | 881—872 до н. е.   |
| Сірлам                                | Sírlám                                  | V ст. до н. е.         | 649—633 до н. е.    | 872—856 до н. е.   |
| Еоху Вайрхес                          | Eochu Uairches                          | V ст. до н. е.         | 633—621 до н. е.    | 856—844 до н. е.   |
| Еоху Фіадмуйне та Конайнг Бекеклах    | Eochu Fíadmuine та Conaing Bececlach    | V ст. до н. е.         | 621—616 до н. е.    | 844—839 до н. е.   |
| Лугайд Ламдерг і Конайнг Бекеклах     | Lugaid Lámderg та Conaing Bececlach     | V ст. до н. е.         | 616—609 до н. е.    | 839—832 до н. е.   |
| Конайнг Бекеклах (одноосібно)         | Conaing Bececlach                       | V ст. до н. е.         | 609—599 до н. е.    | 832—812 до н. е.   |
| Арт мак Лугдах                        | Art mac Lugdach                         | V ст. до н. е.         | 599—593 до н. е.    | 812—806 до н. е.   |
| Фіаху Толграх                         | Fíachu Tolgrach                         |                        | 593—586 до н. е.    | 806—796 до н. е.   |
| Айліль Фінн                           | Ailill Finn                             | V—IV ст. до н. е.      | 586—577 до н. е.    | 796—785 до н. е.   |
| Еоху мак Айлелла                      | Eochu mac Ailella                       | V—IV ст. до н. е.      | 577—570 до н. е.    | 785—778 до н. е.   |
| Айргетмар                             | Airgetmar                               | IV ст. до н. е.        | 570—547 до н. е.    | 778—748 до н. е.   |
| Дуї Ладрах                            | Dui Ladrach                             | IV ст. до н. е.        | 547—537 до н. е.    | 748—738 до н. е.   |
| Лугайд Лайгдех                        | Lugaid Laigdech                         | IV ст. до н. е.        | 537—530 до н. е.    | 738—731 до н. е.   |
| Аед Руад мак Бадарн                   | Áed Rúad                                | IV ст. до н. е.        | 530—509 до н. е.    | 731—724 до н. е.   |
| Діхорба мак Деаман                    | Díthorba                                | IV ст. до н. е.        | 509—488 до н. е.    | 724—717 до н. е.   |
| Кімбаех мак Фінтан                    | Cimbáeth                                | IV ст. до н. е.        | 488—468 до н. е.    | 717—710 до н. е.   |
| Аед Руад (вдруге)                     | Áed Rúad                                |                        |                     | 710—703 до н. е.   |
| Діхорба (вдруге)                      | Díthorba                                |                        |                     | 703—696 до н. е.   |
| Кімбаех (вдруге)                      | Cimbáeth                                |                        |                     | 696—689 до н. е.   |
| Аед Руад (втретє)                     | Áed Rúad                                |                        |                     | 689—682 до н. е.   |
| Діхорба (втретє)                      | Díthorba                                |                        |                     | 682—675 до н. е.   |
| Кімбаех (втретє)                      | Cimbáeth                                |                        |                     | 675—668 до н. е.   |
| Кімбаех і Маха Рудоволоса             | Cimbáeth та Macha Mong Ruad             |                        |                     | 668—661 до н. е.   |
| Маха Рудоволоса (одноосібно)          | Macha Mong Ruad                         | IV—III ст. до н. е.    | 468—461 до н. е.    | 661—654 до н. е.   |
| Рехтайд Рігдерг                       | Rechtaid Rígderg                        | IV—III ст. до н. е.    | 461—441 до н. е.    | 654—634 до н. е.   |
| Угайне Великий                        | Úgaine Mor                              | III ст. до н. е.       | 441—411 до н. е.    | 634—594 до н. е.   |
| Бодбхад                               | Bodbchad                                |                        | 411 до н. е.        | 594 до н. е.       |
| Лоегайре Лорк                         | Lóegaire Lorc                           | III ст. до н. е.       | 411—409 до н. е.    | 594—592 до н. е.   |
| Кобхах Коел Брег                      | Cobthach Cóel Breg                      | III ст. до н. е.       | 409—379 до н. е.    | 592—542 до н. е.   |
| Лабрайд Мореплавець                   | Labraid Loingsech                       | III ст. до н. е.       | 379—369 до н. е.    | 542—523 до н. е.   |
| Мейлге Молбхах                        | Meilge Molbthach                        | III ст. до н. е.       | 369—362 до н. е.    | 523—506 до н. е.   |
| Муг Корб                              | Mug Corb                                | III ст. до н. е.       | 362—355 до н. е.    | 506—499 до н. е.   |
| Енгус Оллом                           | Óengus Ollom                            | III ст. до н. е.       | 355—337 до н. е.    | 499—481 до н. е.   |
| Іререо                                | Irereo                                  | III ст. до н. е.       | 337—330 до н. е.    | 481—474 до н. е.   |
| Фер Корб                              | Fer Corb                                | III ст. до н. е.       | 330—319 до н. е.    | 474—463 до н. е.   |
| Коннла Каем                           | Connla Cáem                             | III ст. до н. е.       | 319—315 до н. е.    | 463—443 до н. е.   |
| Айліль Кайсфіаклах                    | Ailill Caisfiaclach                     | III—II ст. до н. е.    | 315—290 до н. е.    | 443—418 до н. е.   |
| Адамайр                               | Adamair                                 | III—II ст. до н. е.    | 290—285 до н. е.    | 418—414 до н. е.   |
| Еохайд Айлтлехан                      | Eochaid Ailtlethan                      | III—II ст. до н. е.    | 285—274 до н. е.    | 414—396 до н. е.   |
| Фергус Фортамайл                      | Fergus Fortamail                        | II ст. до н. е.        | 274—262 до н. е.    | 396—385 до н. е.   |
| Енгус Туйрмех Темрах                  | Óengus Tuirmech Temrach                 | II ст. до н. е.        | 262—232 до н. е.    | 385—326 до н. е.   |
| Коналл Колламрах                      | Conall Collamrach                       | II ст. до н. е.        | 232—226 до н. е.    | 326—320 до н. е.   |
| Ніа Сегамайн                          | Nia Segamain                            | II ст. до н. е.        | 226—219 до н. е.    | 320—313 до н. е.   |
| Енна Айгнех                           | Énna Aignech                            | II ст. до н. е.        | 219—191 до н. е.    | 313—293 до н. е.   |
| Крімтанн Коскрах                      | Crimthann Coscrach                      | II ст. до н. е.        | 191—184 до н. е.    | 293—289 до н. е.   |
| Рудрайге мак Сіхрігі                  | Rudraige mac Sithrigi                   | II—I ст. до н. е.      | 184—154 до н. е.    | 289—219 до н. е.   |
| Фіннат Мар                            | Finnat Már                              | II—I ст. до н. е.      | 154—151 до н. е.    | 219—210 до н. е.   |
| Бресал Бо-Дібад                       | Bresal Bó-Díbad                         | II—I ст. до н. е.      | 151—140 до н. е.    | 210—199 до н. е.   |
| Лугайд Луайгне                        | Lugaid Luaigne                          | II—I ст. до н. е.      | 140—135 до н. е.    | 199—184 до н. е.   |
| Конгал Клайрінгнех                    | Congal Cláiringnech                     | I ст. до н. е.         | 135—120 до н. е.    | 184—169 до н. е.   |
| Дуї Далта Дедад                       | Dui Dallta Dedad                        | I ст. до н. е.         | 120—110 до н. е.    | 169—159 до н. е.   |
| Фахтна Фахах                          | Fachtna Fáthach                         | I ст. до н. е.         | 110—94 до н. е.     | 159—143 до н. е.   |
| Еоху Фейдлех                          | Eochu Feidlech                          | I ст. до н. е.         | 94—82 до н. е.      | 143—131 до н. е.   |
| Еоху Айрем                            | Eochu Airem                             | I ст. до н. е.         | 82—70 до н. е.      | 131—116 до н. е.   |
| Етерскел                              | Eterscél                                | I ст. до н. е.—I н. е. | 70—64 до н. е.      | 116—111 до н. е.   |
| Нуаду Нехт                            | Nuadu Necht                             | I століття             | 64—63 до н. е.      | 111—110 до н. е.   |
| Конайре Великий                       | Conaire Mór                             | I століття             | 63—33 до н. е.      | 110—40 до н. е.    |
| Межицарство                           |                                         | 5 років                |                     | 40—33 до н. е.     |
| Лугайд Ріаб н-Дерг                    | Lugaid Riab nDerg                       | I століття             | 33—13 до н. е.      | 33—9 до н. е.      |
| Конхобар Абрадруад                    | Conchobar Abradruad                     | I століття             | 13—12 до н. е.      | 9—8 до н. е.       |
| Каїрбре Кіннхайт і Крімтанн Ніа Найр  | Cairbre Cinnchait та Crimthann Nia Náir | I століття             | 12 до н. е.—5 н. е. | 8 до н. е.—9 н. е. |
| Ферадах Фіндфехтнах                   | Feradach Finnfechtnach                  | I століття             | 5—25                | 9—14               |
| Фіатах Фінн                           | Fíatach Finn                            | I століття             | 25—28               | 14—36              |
| Фіаху Фіннолах                        | Fíachu Finnolach                        | I століття             | 28—55               | 36—39              |
| Каїрбре Кіннхайт                      | Cairbre Cinnchait                       | II століття            | 55—60               | 39—56              |
| Еллім мак Конрах                      | Elim mac Conrach                        |                        | 60—80               | 56—76              |

### Гельські Верховні королі Ірландії
| Ім'я                          | Оригінальне написання                  | LGE         | FFE     | AFM     |
| ----------------------------- | -------------------------------------- | ----------- | ------- | ------- |
| Туатал Техтмар                | Tuathal Techtmar                       | II століття | 80—100  | 76—106  |
| Мал, мак Рокріде              | Mal mac Rochride                       | II століття | 100—104 | 106—110 |
| Федлімід Рехтмар              | Fedlimid Rechtmar                      | II століття | 104—113 | 110—119 |
| Катайр Mop                    | Cathair Mór                            | II століття | 113—116 | 119—122 |
| Конн Сто Битв                 | Conn Cétchathach                       | II століття | 116—136 | 122—157 |
| Конайре Коем                  | Conaire Cóem                           | II століття | 136—143 | 157—165 |
| Арт Оенфер                    | Art mac Cuinn                          | II століття | 143—173 | 165—195 |
| Лугайд мак Кон                | Lugaid mac Con                         |             | 173—203 | 195—225 |
| Фергус Дубдетах               | Fergus Dubdétach                       |             | 203—204 | 225—226 |
| Кормак мак Арт                | Cormac mac Airt                        |             | 204—244 | 226—266 |
| Еохайд Гоннат                 | Eochaid Gonnat                         |             | 244—245 | 266—267 |
| Кайрбре Ліфехайр              | Cairbre Lifechair                      |             | 245—272 | 267—284 |
| Фотад Кайрптех і Фотад Айртех | Fothad Cairpthech and Fothad Airgthech |             | 272—273 | 284—285 |
| Фіаха Срайбтіне               | Fíacha Sroiptine                       |             | 273—306 | 285—322 |
| Колла Вайс                    | Colla Uais                             |             | 306—310 | 322—326 |
| Муйредах Тірех                | Muiredach Tirech                       |             | 310—343 | 326—356 |
| Каелбад                       | Cáelbad                                |             | 343—344 | 356—357 |
| Еохайд Мугмедон               | Eochaid Mugmedon                       |             | 344—351 | 357—365 |
| Крімптан МакФідах             | Crimthann mac Fidaig                   |             | 351—368 | 365—376 |
| Ніл Дев'яти Заручників        | Niall Noígíallach                      |             | 368—395 | 376—405 |
| Нат І МакФіахрах              | Nath Í                                 |             | 395—418 | 405—428 |
| Лоегайре мак Нілл             | Lóegaire mac Néill                     |             | 418—448 | 428—458 |

## Легендарно-історичні Верховні королі Ірландії
| Ім'я                                                | Оригінальне написання                                | 459—831 |
| --------------------------------------------------- | ---------------------------------------------------- | ------- |
| Айліль Молт мак Нат І                               | Ailill Molt                                          | 459–478 |
| Лугайд мак Лоегайре                                 | Lugaid mac Lóegairi                                  | 479—503 |
| Муйрхертах мак Ерке                                 | Muirchertach mac Ercae                               | 504–527 |
| Туатал Маелгарб                                     | Túathal Máelgarb                                     | 528–538 |
| Діармайт мак Кербайлл                               | Diarmait mac Cerbaill                                | 539–558 |
| Домнал мак Муйрхертах та Форггус мак Муйредах       | Domnall Ilchelgach та Forggus mac Muirchertaig       | 559–561 |
| Еохайд мак Домналл і Баетан мак Муйрхертах          | Eochaid mac Domnaill та Báetán mac Muirchertaig      | 562–563 |
| Айнмере мак Сетнай                                  | Ainmuire mac Sétnai                                  | 564–566 |
| Баетан мак Ніннедо                                  | Báetán mac Ninnedo                                   | 567     |
| Аед мак Айнмуйрех                                   | Áed mac Ainmuirech                                   | 568–594 |
| Аед Слайне мак Діармайт і Колман Рімід мак Баетан   | Áed Sláine та Colmán Rímid                           | 595–600 |
| Аед Варіднах мак Домналл                            | Áed Uaridnach                                        | 601–607 |
| Маел Коба (Клірик)                                  | Máel Coba mac Áedo                                   | 608–610 |
| Суїбне Заїка мак Фіахнай                            | Suibne Menn                                          | 611–623 |
| Домналл мак Аедо                                    | Domnall mac Áedo                                     | 624–639 |
| Келлах мак Маеле Коба та Коналл Коел мак Маеле Коба | Cellach mac Máele Coba та Conall Cóel mac Máele Coba | 640–656 |
| Діармайт мак Аедо Слайне та Блахмак мак Аедо Слайне | Diarmait mac Áedo Sláine та Blathmac mac Áedo Sláine | 657–665 |
| Сехнассах мак Блахмайк                              | Sechnassach                                          | 665–671 |
| Кенн Фаелад мак Блахмайк                            | Cenn Fáelad                                          | 671–675 |
| Фінснехта Фледах мак Дунхад                         | Fínsnechta Fledach                                   | 675–695 |
| Лоїнгсех мак Енгуссо                                | Loingsech mac Óengusso                               | 695–703 |
| Конгал Кеннмагайр                                   | Congal Cennmagair                                    | 703–710 |
| Фергал мак Маеле Дуйн                               | Fergal mac Máele Dúin                                | 710–722 |
| Фогартах мак Нейлл                                  | Fogartach mac Néill                                  | 722     |
| Кінаед мак Іргалайг                                 | Cináed mac Írgalaig                                  | 722–728 |
| Флайхбертах мак Лоїнгсіг                            | Flaithbertach mac Loingsig                           | 728–734 |
| Аед Аллан мак Фергайле                              | Áed Allán                                            | 734–743 |
| Домналл Міді мак Мурхада                            | Domnall Midi                                         | 743–763 |
| Ніалл Фроссах мак Фергайле                          | Niall Frossach                                       | 763–775 |
| Доннхад Міді мак Домнайлл                           | Donnchad Midi                                        | 775–797 |
| Аед Оірдніде мак Нейлл                              | Áed Oirdnide                                         | 797–819 |
| Конхобар мак Доннхада                               | Conchobar mac Donnchada                              | 819–833 |
| Ніалл Кайлле мак Аедо або Фейдлімід мак Крімхайн    | Niall Caille або Feidlimid mac Crimthainn            | 833–846 |

## Історичні Верховні королі Ірландії
| Ім'я                                | Оригінальне написання            | 846—1318  |
| ----------------------------------- | -------------------------------- | --------- |
| Маел Сехнайлл мак Маел Руанайд      | Máel Sechnaill mac Máele Ruanaid | 846–862   |
| Аед Фіндліах мак Нейлл              | Aed Findliath                    | 862–879   |
| Фланн Сінна мак Маел Сехнайлл       | Flann Sinna                      | 879–916   |
| Ніалл Глундуб мак Аедо              | Niall Glúndub                    | 916–919   |
| Доннхад Донн мак Фланн              | Donnchad Donn                    | 919—944   |
| Конгалах Кногба мак Маел Міхіг      | Congalach Cnogba                 | 944–956   |
| Домналл Ва Нейлл                    | Domnall ua Néill                 | 956–980   |
| Маел Сехнайлл мак Домнайлл          | Máel Sechnaill mac Domnaill      | 980–1002  |
| Бріан Боройме (Бріан Бору)          | Brian Bóruma                     | 1002–1014 |
| Маел Сехнайлл мак Домнайлл (вдруге) | Máel Sechnaill mac Domnaill      | 1014–1022 |
| Доннхад мак Бріайн                  | Donnchad mac Briain              | 1022–1063 |
| Діармайт мак Майл на м-Бо           | Diarmait mac Maíl na mBó         | 1063–1072 |
| Тойрделбах Ва Бріайн                | Toirdelbach Ua Briain            | 1072—1086 |
| Домналл Ва Лохлайнн                 | Domnall Ua Lochlainn             | 1086–1101 |
| Муйрхертах Ва Бріайн                | Muirchertach Ua Briain           | 1101—1119 |
| Тойрделбах Ва Конхобайр             | Toirdelbach Ua Conchobair        | 1119–1156 |
| Муйрхертах Мак Лохлайнн             | Muirchertach Mac Lochlainn       | 1156–1166 |
| Руайдрі Ва Конхобайр                | Ruaidrí Ua Conchobair            | 1166–1198 |
| Бріан Ва Нейлл                      | Brian Ua Neill                   | 1258–1260 |
| Едуард Брюс                         | Edubard a Briuis                 | 1315–1318 |